# Aiyoku no Eustia
Bản mẫu:Thông tin animanga/Video radio
Aiyoku no Eustia (穢翼のユースティア Aiyoku no Yūsutia) là visual novel Nhật Bản dành cho người lớn được phát triển bởi August cho hệ máy Windows và được phát hành vào ngày 28 tháng 4, 2011. Aiyoku no Eustia là tựa game thứ tám được sản xuất bởi August, các trò chơi trước đó là Fortune Arterial và Yoake Mae yori Ruriiro na: Moonlight Cradle. Ban đầu trò chơi dự kiến phát hành vào ngày 25 tháng 3 nhưng sau đó đã hoãn lại do trận động đất lớn ở phía Đông Nhật Bản. Một bản port nâng cấp dành cho PlayStation Vita với tựa đề Aiyoku no Eustia: Angel's Blessing được phát hành vào ngày 26 tháng 6, 2014. Trò chơi được phát hành độc quyền tại Nhật Bản cho hệ máy Nintendo Switch và PlayStation 4 vào ngày 23 tháng 6, 2022. Hai tập manga dựa trên Aiyoku no Eustia được xuất bản bởi Kadokawa Shoten. Tiểu thuyết, tuyển tập truyện tranh và CD phim truyền hình cũng đã được phát hành.
Tựa đề của trò chơi là một cách chơi chữ: chữ Kanji thật sự được sử dụng là ai (穢, bẩn thỉu) và yoku (翼, cánh), thể hiện ý nghĩa chính của "Eustia of the Tarnished Wings". Tuy nhiêu, aiyoku là một từ đồng âm trong tiếng Nhật và cũng có nghĩa là "ham mê trần tục" hay "ham muốn" (愛欲). Theo đó, cách đọc thay thế là "Eustia of Passion", ám chỉ đến các sự kiện trong trò chơi.

## Cốt truyện
Sau khi mặt đất của thế giới chìm trong hỗn loạn từ nhiều thế kỷ trước, thành phố của "Novus Aither" (ノーヴァス アイテル Novasu Aiteru) được giữ lơ lửng trên bầu nhờ những lời cầu nguyện liên tục của Thánh. Vài năm trước, khi lời cầu nguyện của Thánh bị gián đoạn, một sự cố được biết đến là "Gran Forte" đã xảy ra, điều này khiến một phần đất bị sụt xuống và chia thành phố phía dưới thành hai khu vực được ngăn cách bởi vách đá. Vô số sinh mạng và của cải đã mất đi hoặc bị ảnh hưởng không thể khắc phục. Đây được coi thảm họa là lớn nhất từng xảy ra trong lịch sử thành phố.
Thời điểm đó, tầng thấp nhất được gọi là "Prison" trở thành nhà cho những người gần như mất tất cả trong sự kiện "Gran Forte". Tội ác, nạn đói và bệnh tật diễn ra tràn lan, khu vực này được cầm quyền bởi tổ chức "The Noncorroding Gold Chains" chuyên buôn bán tình dục, họ giữ lại trật tự nhỏ còn sót lại ở nơi đây. Cùng lúc đó, một căn bệnh truyền nhiễm khiến những người mắc phải mọc cánh đang lan truyền khắp thành phố, đơn vị thường được gọi với cái tên "Wing Hunters" được thành lập để đối phó những người này một cách nhanh chóng và tàn bạo.
"Prison" là nơi sinh sống của Caim Astraea, một cựu sát thủ đánh thuê thường giúp các việc lặt vặt của bạn mình, người đứng đầu của tổ chức "The Noncorroding Gold Chains", vì tiền. Trong một lần thực hiện yêu cầu, Caim tìm thấy Eustia, một cô gái có cánh phát ra ánh sáng màu tím nhạt đặc trưng của sự cố "Gran Forte" nhiều năm trước. Cuộc gặp gỡ của cậu với Eustia sẽ đưa cậu vào một cuộc hành trình liên quan giữa cậu với các cơ quan có ảnh hưởng nhất của thành phố, bao gồm cả Nhà thờ và chính quyền hoàng gia. Cậu sẽ tìm kiếm ý nghĩa cho cuộc sống vất vả, tàn khốc của mình đồng thời khám phá những bí mật bị chôn vùi và đen tối nhất của Novus Aither.

## Nhân vật

### Nữ chính
Eustia Astraea
Lồng tiếng bởi: Moriho Shiho (visual novel), Nanjō Yoshino (Drama CD, PS Vita), Mugihata Honoka (kết hợp)
Nhân vật tiêu đề. Eustia (cô thường được gọi là Tia) được tìm thấy bởi Caim, cô là người sống sót duy nhất sau một vụ giết người rùng rợn. Từ rất lâu cô là trẻ mồ côi, Tia lớn lên trong điều kiện khắc nghiệt, cô từng làm nô lệ cho một gia đình quý tộc cho đến khi bị bán cho Golden Chains tại "Prison" để làm gái điếm. Cô được phát hiện mắc bệnh mọc cánh mặc dù đôi cánh của cô có sự khác biệt rõ rệt so với những đôi cánh khác; người ta nhanh chóng tiết lộ rằng Tia là một trường hợp có cánh đặc biệt và có thể sở hữu sức mạnh siêu nhiên.
Eris Floralia
Lồng tiếng bởi: Shinomiya Kiyomi (visual novel), Asakawa Yū (Drama CD, PS Vita)
Nữ bác sĩ duy nhất tại Prison, cô sinh sống và làm việc tại khu vực gái điếm. Cô được chuộc lại (mua lại để cô không phải làm công việc gái điếm) bởi Caim và từ đó cô luôn hết lòng vì cậu. Cô được để ý vì vẻ đẹp cũng như sự thông minh của mình nhưng cô cũng được biết đến nhờ khả năng ăn nói sắc sảo và tính cách lạnh lùng mà chỉ có Caim mới thoát khỏi. Caim không muốn gì hơn ngoài việc Eris trân trọng sự tự do và sống tự lập; tuy nhiên Eris không muốn gì hơn ngoài việc được ở bên và phục vụ Caim.
Saint Irene
Lồng tiếng bởi: Tōno Soyogi (visual novel), Okajima Tae (Drama CD, PS Vita)
Vị Thánh hiện tại, Irene thứ 29 được ban cho khả năng ngôn ngữ và sức mạnh đức tin đáng kinh ngạc. Vốn là một người vô gia cư, cô sau đó gặp Lavria trên con đường. Nhà thờ quyết định sẽ bảo vệ hai người; cô được chọn làm vị Thánh mới để liên tục cầu nguyện thay cho mọi người ở Novus Aether sau khi Irene thứ 28 bị xử tử vì làm gián đoạn lời cầu nguyện của cô và gây ra "Gran Forte".
Licia de novus Yurii
Lồng tiếng bởi: Ebihara Yuzuha (visual novel), Nakamura Eriko (Drama CD, PS Vita)
Công chúa hiện tại của Novus Aether và là người kế vị ngai vàng, Licia là một cô gái trẻ, nghịch ngợm, ít quan tâm đến tình hình chính trị của đất nước, cô giao quyền quyết định cho House of Nobles  và người đứng đầu nó, Gilbert. Tuy nhiên, cô ấy rất quan tâm đến "Prison" và thành phố phía dưới trông như thế nào (mặc dù cô ấy hiểu nhầm nghiêm trọng về vấn đề này) và thích làm những công việc đầy tớ như phơi quần áo và nấu ăn.
Fione Silvaria
Lồng tiếng bởi: Tachibana Sakura (visual novel), Saitō Yuka (Drama CD, PS Vita)
Đội trưởng của "Wing Hunters", Fione là một nữ kiếm sĩ điêu luyện, cô có tinh thần trách nhiệm và công lý rất cao, do đó, cô rất tin tưởng vào niềm tin của mình, điều này khiến cô tỏ ra cứng đầu và thiếu linh hoạt. Chủ nghĩa lý tưởng của cô thường có xu hướng xung đột với tính hoài nghi của Caim.

### Nhân vật hỗ trợ
Caim Astraea
Lồng tiếng bởi: Keizo Oishi (visual novel), Takashi Kondō (Drama CD, PS Vita)
Nhân vật chính. Cậu mất tất cả gia đình và bạn bè trong sự kiện Gran Forte và được thu nhận bởi người đứng đầu tổ chức Golden Chain, người đã đào tạo anh trở thành sát thủ. Cậu dần có được sự tự do và có công việc tự do, khách hàng chính của anh hiện là người đứng đầu Golden Chain, Sieg, bạn thân nhất và hai người giống như anh em của nhau vì cả hai cùng được nuôi dưỡng trong Golden Chain bởi bố của Sieg, người đứng đầu cũ. Mặc dù hầu hết cậu vẫn nhận các nhiệm vụ từ Golden Chain, cậu không còn phải đảm nhận các công việc ám sát. Việc đào tạo làm sát thủ đã khiến cậu trở thành một chiến binh cực kỳ tài giỏi và cuộc sống trong Prison khiến cậu trở nên hoài nghi và thực dụng. Sự quan tâm ban đầu của cậu dành cho Eustia được khơi dậy bởi ánh sáng mà cô tỏa ra khi cậu nhìn thấy cô lần đầu tiên, ánh sáng mà cậu chỉ nhìn thấy trước đây trong sự kiện Gran Forte.
Lucius dis Mireille
Lồng tiếng bởi: Okino Yasuhiro (visual novel), Takahashi Hiroki (Drama CD, PS Vita)
Một quý tộc trẻ và là người giám sát các hoạt động của "Wing Hunters", người nhanh chóng được công nhận và có quyền lực trong giới quý tộc cầm quyền. Cậu quan tâm đến tình trạng tham nhũng trong chính phủ và siêng năng làm việc để cải thiện cuộc sống của mọi người dân Novus Aether.
Siegfried Grado
Lồng tiếng bởi: Shikiji (visual novel), Miki Shinichiro (Drama CD, PS Vita)
Lãnh đạo hiện tại của "Gold Chains", con trai của người thành lập và là lãnh đạo trước, đồng thời là bạn thân của Caim. Hai người có chung một quá khứ dài, từng làm sát thủ và cùng nhau trốn thoát khỏi vô số nguy hiểm. Cậu thường tỏ ra thoải mái khi bên cạnh Caim, Melt và Eris như khi là lãnh đạo của Gold Chains, cậu trở nên nghiêm túc, có năng lực và tàn nhẫn.
Melt Logtie
Lồng tiếng bởi: Akashi Anna (visual novel), Asami Junko (Drama CD, PS Vita)
Một gái điếm cực kỳ thành công vào thời của cô ấy, lãnh đạo trước đây của "Gold Chains" cuối cùng đã mua cô cho riêng mình. Hiện cô đang điều hành một quán bar và nhà hàng mà Caim và Siegfried thường ghé qua ghi cả hai đi dạo ở Prostitute Street trong "Prison".
Sistina Uyl
Lồng tiếng bởi: Ai Kikka (visual novel), Takeda Hana (Drama CD, PS Vita)
Sistina là phụ tá của Lucius.
Lavria
Lồng tiếng bởi: Kiritani Hana (visual novel), Tanezaki Atsumi (Drama CD, PS Vita)
Người hầu riêng của Saint Irene thứ 29, Lavria là một cô gái nhút nhát bị giằng xé giữa việc ủng hộ niềm tin của Saint Irene và việc tuân theo mệnh lệnh của các mục sư Nhà thờ để kiểm soát Saint Irene.
Claudia
Lồng tiếng bởi: Fūka (visual novel), Honma Yukari (Drama CD, PS Vita)
Cô hiện là gái điếm nổi tiếng nhất của Golden Chain, Claudia xinh đẹp, dịu dàng và duyên dáng nhưng lại nổi tiếng là người tàn bạo khi làm việc.
Lisa
Lồng tiếng bởi: Hanataba Būke (visual novel), Nakajima Saki (Drama CD, PS Vita)
Một gái điếm khác của Golden Chains. Cô là bạn của Claudia và Iris và cô có tính cách vui vẻ và tràn đầy năng lượng.
Iris
Lồng tiếng bởi: Yukito Saori (visual novel), Fukuda Ai (Drama CD, PS Vita)
Một gái điếm khác của Golden Chains. Cô còn trẻ và có vẻ ngoài mong manh, trái ngược hoàn toàn với tính cách của mình khi cô thản nhiên xúc phạm mọi người và sử dụng ngôn từ tục tĩu với giọng điệu gần như không thay đổi.
Gau Lugeira
Lồng tiếng bởi: Kaibara Erena (visual novel), Hyo-Sei (Drama CD, PS Vita)
Gau là một nữ kiếm sĩ siêu đẳng.
Lang Scrope
Lồng tiếng bởi: Sugisaki Kazuya (visual novel), Taniyama Kisho (Drama CD, PS Vita)
Lang là phó thủ lĩnh của quân đoàn của Fione.
Nudar Atraid
Lồng tiếng bởi: Noroyuki (visual novel), Sugiyama Noriaki (Drama CD, PS Vita)
Nudar là linh mục/giám mục trưởng của nhà thờ Saint Irene.
Varrius Meisner
Lồng tiếng bởi: Ichijō Kazuya (visual novel, Drama CD, PS Vita)
Varrius là đội trưởng của Palace Guard.
Gilbert dis Balstein
Lồng tiếng bởi: Nagahama Ichiban (visual novel), Fujiwara Keiji (Drama CD, PS Vita)
Gilbert là quản lý trưởng của "Novus Aither".
Oz
Lồng tiếng bởi: Hitoshi Bifu (visual novel, Drama CD, PS Vita)
Oz là bạn tâm giao của Siegfried.
Cougar Silvaria
Lồng tiếng bởi: Kataoka Daijirō (visual novel), Matsumoto Yasunori (Drama CD, PS Vita)
Cougar là anh trai của Fione.
Bernado
Lồng tiếng bởi: Mutsuki Yūto (visual novel), Không rõ (Drama CD)
Bernado là lãnh đạo của "Fūshō". Bernado từng là phó lãnh đạo của "Fushokukinsa".

## Truyền thông

### Manga
Một bản manga chuyển thể với tựa đề Aiyoku no Eustia được xuất bản bởi Kadokawa Shoten vào tháng 6 năm 2012. Bộ manga được viết bởi August và minh họa bởi Monaco Sena. Truyện bắt đầu được đăng dài kỳ trên tạp chí Comp Ace. Hai tập đã được sản xuất. Bộ manga được phát hành từ tháng 6 năm 2012 đến tháng 8 năm 2013. Ichijinsha đã xuất bản một tuyển tập truyện tranh Aiyoku no Eustia và được phát hành vào ngày 25 tháng 7 năm 2011.

### Tiểu thuyết
Harvest đã xuất bản bộ tiểu thuyết Aiyoku no Eustia gồm năm tập và được viết bởi Miyachiruda Sasa. Mỗi tập tập trung vào câu truyện của mỗi nhân vật nữ chính khác khau. Tập đầu tiên, Aiyoku no Eustia Kuroki Hane được xuất bản vào ngày 25 tháng 11 năm 2011 và tập thứ hai, Aiyoku no Eustia Aoki Tsuki, được xuất bản vào ngày 20 tháng 12 năm 2011. Tập thứ ba, Aiyoku no Eustia Shiroki Seijo, được xuất bản vào ngày 2 tháng 2 năm 2012 và hai tập cuối, Aiyoku no Eustia Kin'iro no Ōjo và Aiyoku no Eustia Konton no Tenshi, được xuất bản vào ngày 25 tháng tháng 3 năm 2012 và 20 tháng 6 năm 2012. Một tiểu thuyết với tựa đề Aiyoku no Eustia Auld Lang Syne, được viết bởi Kazuhiko Okita xuất bản bởi Paradigm vào ngày 22 thang 12 năm 2011.

### Drama CD
Geneon Universal đã phát hành một series kịch radio dành cho Aiyoku no Eustia, bao gồm sáu chương, chương đầu tiên được phát hành vào ngày 26 tháng 10 năm 2011 và chương cuối được phát hành vào ngày 18 tháng 8 năm 2012. Kịch bản được giám sát bởi nhân viên của August với mỗi chương tập trung vào quá khức của nhiều nhân vật khác nhau trong câu truyện.

## Phát triển
Aiyoku no Eustia là dự án thứ tám của August, được phát triển sau các trò chơi khác của August như làYoake Mae yori Ruriiro na và Fortune Arterial. Sakakibara Taku viết kịch bản cho Aiyoku no Eustia. Bekkankō phụ trách phần nghệ thuật và thiết kế nhân vật. Kitagawa Yuki quản lý khâu sản xuất phim và âm nhạc được thực hiện bởi một công ty sản xuất âm nhạc có tên là Active Planets.

### Lịch sử phát hành
Vào ngày 24 tháng 12 năm 2010, phiên bản thử nghiệm đầu tiên Aiyoku no Eustia - Tech Gian Super Prelude, có sẵn trên nền tảng Windows với xếp hạng độ tuổi là 15+. Hai bản thử nghiệm khác cũng được phát hành ở Nhật Bản, một bản vào ngày 28 tháng 12 năm 2010 và bản còn lại vào ngày 14 tháng 1 năm 2011, xếp hạng độ tuổi được thay đổi thành 17+. Vào ngày 28 tháng 4 năm 2011, bản ấn phẩm được phát hành, theo sau đó là bản thường của Aiyoku no Eustia có sẵn trên nền tảng Windows vào cùng năm, ngày 29 tháng 7. Cả hai đều có xếp hạng độ tuổi là 18+. Aiyoku no Eustia: Angel's Blessing được phát hành cho PlayStation Vita vào ngày 26 tháng 6 năm 2014.

## Âm nhạc
Hai đĩa đơn maxi được phát hành cho bài hát mở đầu và kết thúc vào ngày 28 tháng 4, 2011. Phần đầu tiên chứa bìa hát mở đầu "Asphodelus" (アスフォデルス) thể hiện bởi Ceui và bài hát phụ "Tears of Hope" (ティアズ・オブ・ホープ). Phần thứ hai chứa bài hát kết thúc "Shinainaru Sekai e" (親愛なる世界へ) thể hiện bởi Ceui và bài hát phụ "Close My Eyes" (クローズ・マイ・アイズ) thể hiện bởi Fujisaki Ami.

## Đón nhận
Famitsu đã chấm phiên bản PlayStation Vita của trò chơi với số điểm đánh giá là 29/40.

## Chú giải
1. ↑  Đôi cánh bị Hoen ố của Eustia
2. ↑  Ham muốn của Eustia
3. ↑  Nhà tù
4. ↑  Dây chuyền Vàng không bị Ăn mòn
5. ↑  Thợ săn Cánh
6. ↑  Nhà Quý tộc
7. ↑  Phố Mại dâm